# Pygoctenucha pyrrhoura
Pygoctenucha pyrrhoura là một loài bướm đêm thuộc phân họ Arctiinae, họ Erebidae.